# Cornago
Cornago est une commune de la communauté autonome de La Rioja, en Espagne.

## Démographie
| 1900  | 1910  | 1920  | 1930  | 1940  | 1950  | 1960  | 1970  | 1981 |
| ----- | ----- | ----- | ----- | ----- | ----- | ----- | ----- | ---- |
| 1 953 | 1 843 | 1 994 | 1 788 | 1 757 | 1 725 | 1 459 | 1 101 | 815  |

| 1991 | 2001 | 2010 | - | - | - | - | - | - |
| ---- | ---- | ---- | - | - | - | - | - | - |
| 641  | 559  | 453  | - | - | - | - | - | - |

## Administration

### Conseil municipal
La ville de Cornago comptait 312 habitants aux élections municipales du 26 mai 2019. Son conseil municipal (en espagnol : Pleno del Ayuntamiento) se compose donc de 7 élus.
| Parti | Parti                                    | Voix | %       | Élus  |
| ----- | ---------------------------------------- | ---- | ------- | ----- |
|       | Parti populaire (PP)                     | 147  | 63,09 % | 5 / 7 |
|       | Parti socialiste ouvrier espagnol (PSOE) | 86   | 36,91 % | 2 / 7 |

### Liste des maires
| Mandat    | Maire | Maire                        | Parti |
| --------- | ----- | ---------------------------- | ----- |
| 2003-2007 |       | Ana Álvarez (2003-2006)      | PSOE  |
| 2003-2007 |       | Ruben Galan Saez (2006-2007) | PSOE  |
| 2007-2011 |       | Ruben Galan Saez             | PSOE  |
| 2011-2015 |       | Ruben Galan Saez             | PSOE  |
| 2015-2019 |       | Luis Manuel Martínez Zapater | PSOE  |
| 2019-2023 |       | Jesús Ángel Rezola           | PP    |